# نماهای هوشمند
در معماری تعریف از نما یک پاکت خارجی از فضای زندگی است که در بسیاری موارد به صورت عمودی روی ساختمان واقع می‌شود.
نما علاوه بر اینکه باید به عملکرد زیبایی خودش پاسخ دهد باید عایق صوتی، عایق حرارتی، مقاوم در برابر  آتش، باد و آب نیز باشد.

## معماری خورشیدی
امروزه به دلیل توسعه در میان طراحان و دیگران یک انقلاب واقعی است.
هدف از این مقاله بررسی مطالعات علمی قابل توجه که در طول دهه اول این قرن در جبهه‌های خورشیدی انجام شده که موضوع اول بحث ما روی نماهای خورشیدی مات و شفاف در سراسر جهان است.

## چکیده
نماهای دو پوست که در دهه اخیر به سرعت در معماری اروپا فراگیر شده‌اند، امکان تهویه طبیعی را در ضمن کنترل صوت، باد وباران می‌آورند.  این نماها مطمئنا در معماری مدرن کاربرد وسیع تر خواهند یافت. به علت تجربهٔ عملکردی کم در این زمینه و همچنین هزینه اضافه چندین لایه شدن نما، کارفرمایان این ایده را قبول نمی‌کنند.

## نمای دو جداره
به‌طور معمولی برای ساختمان‌های بلند مورد بحث قرار می‌گیرد به دلیل اینکه تمایل به دید گسترده دارند به همین دلیل از شیشهٔ بیشتری استفاده می‌شود.
اگر ما یک ساختمان شیشه‌ای کامل ایجاد کنیم زمان زیادی برای تهویه مکانیکی آن نیاز است و همچنین انرژی زیادی برای خنک نگه داشتن ساختمان در تابستان و گرم نگه داشتن در زمستان مصرف می‌شود. به همین دلیل از نمای دو جداره استفاده می‌شود.
اصطلاح نمای دو پوسته در واقع ایده نمای انعطاف‌پذیر متشکل از دو جداره مختلف است که با یک حفره هوای میانی از هم جدا شده‌اند. حفره میانی وظایف جمع‌آوری تابش خورشیدی در زمستان (اثر گلخانه‌ای) ویا تخلیه آن در تابستان (تهویه طبیعی) را بر عهده دارد. لایه خارجی معمولاً از جنس شیشه بوده در حالیکه لایه داخلی از هر جنسی تشکیل خواهدشد. اما عمدتا جداره خارجی فضای داخلی دارای جرم حرارتی است.

## ساختار نمای دو پوست
نمای دو پوست شامل یک جداره خارجی، یک فضای میانی و یک جداره داخلی است.
لایه خارجی وظیفه حفاظت دربرابر هوا را دارد و همچنین عایق صوتی در برابر سر و صدای خارجی است. معمولاً نیز دارای دریچه‌هایی برای تهویه فضای میانی و اتاق‌های داخلی است. در بیشتر موارد از یک لایه شیشه آبدیده یا شیشه لمینیت ساخته شده‌است.
در فضای میانی آفتاب شکن‌هایی که قابل تنظیم باشد نصب می‌شود.
لایه داخلی شامل یک چارچوب با شیشه دوجداره است که مانع از هدر رفتن انرژی گرمایی در زمستان می‌شود و معمولاً براع تهویه طبیعی امکان باز شدن دارد.

## اجزا و عملکرد نماهای دو پوسته
یک نمای دو پوسته ایده آل امکان تنظیم گرما، نور و صدا را به طریقی که کمترین میزان انرژی مصرف شود، فراهم می‌کند. نمای دو پوسته از لایه‌های زیر تشکیل شده:
ا. پوسته خارجی:معمولا شامل یک شیشه سخت شده‌است. می‌تواند تمام شیشه‌ها باشد.
ب. پوسته خارجی یا جداره خارجی فضای داخلی:در این جا می‌توان از شیشه دوجداره (شفاف، کنترل گر خورشیدی، شیشه‌های جذب‌کننده و غیره) استفاده کرد. معمولاً این پوسته تمام شیشه‌ای نیست، بلکه می‌توان در آن بازشوهای شیشه‌ای و در قسمت‌های دیگراز مصالحی با جرم حرارتی بالا برای ذخیره انرژی حرارتی در طول روز استفاده نمود. بازشوهای داخلی می‌توانند توسط کاربران در ایجاد تهویه طبیعی باز و بسته شوند.
ت. فضای حایل میان دو پوسته (حفره میانی)حفره میانی می‌تواند کاملاً طبیعی یا مکانیکی تهویه شود. عرض فضای حایل معمولاً بین ۲۰۰ میلی‌متر تا ۲ متر متغیر است.
ث. تجهیزات سایه اندازهای خورشیدی:استفاده گسترده از شیشه در پوسته خارجی به این معناست که با دسترسی مستقیم به نور خورشید میزان بیشتری از نور خورشید وارد فضای داخلی می‌شود. این امر موجب سلب آسایش ساکنین و مختل شدن فعالیت‌های آنان می‌شود. معمول‌ترین راه محافظت بنا در برابر تابش مستقیم خورشید نصب سایه اندازها در حفره بین دو لایه نماست. بهترین حالت به‌کارگیری سایبان‌ها زمانی است که از آن‌ها در بیرون نمای خارجی استفاده شود تا در فصل تابستان مانع ورود تابش‌های خورشیدی به درون بنا شوند. اما به دلیل مقاومت ضعیفشان در برابر تغییرات جوی و بدین ترتیب کاهش طول عمرشان بهتر است درون حفره میانی قرار گیرند و در نتیجه توسط لایه بیرونی نما محافظت شوند. به همین سبب نیاز به تعمیر و نظافت آن‌ها کاهش میابد. تجهیزات سایه انداز غالبا به شکل کرکره‌های افقی و قابل تنظیم به عنوان وسیله خنک‌کننده غیرفعال عمل نموده و انرژی خورشید را جذب یا منعکس می‌کنند. گرمای جذب شده توسط آن‌ها نیز با حرکت هوا عمدتا از طریق جریان همرفت دفع می‌گردد و بدین ترتیب با کاهش بار وسایل خنک‌کننده، سبب ذخیره انرژی می‌شود.
ث.۱. استفاده از گیاه در حفره میانی:گیاهان توانایی پراکنده نمودن تابش‌های خورشیدی در گرمای نهان خود را دارند و دمای آن‌ها به سبب انتقال گرمای نهان، کمتر از سایبان‌های کرکره‌ای آلومینیومی می‌باشد. گیاهان در تابستان با سایه اندازی درونی بار سرمایشی ساختمان را کاهش می‌دهند و همچنین در زمستان با ورود نور به درون حفره میانی امکان ایجاد سامانه خورشیدی ایستا را فراهم می‌کند.
ث.۲. سایبان‌های متحرک:برای مقابله با افزایش شدید گرما در جداره خارجی نمای دو پوسته تجهیزات سایه انداز و شیشه‌های متحرک ساخته شده‌است. به‌طوری‌که در طی فصل زمستان سایبان‌ها افقی هستند تا میزان بیشتری از نور خورشید را از خود عبور دهند. در فصل گرما نیز برای جلوگیری از گرمایش بسیاربالا و سلب آسایش ساکنین، لایه خارجی باز می‌ماند و اجازه خروج هوا از حفره میانی را می‌دهد. در این حالت سایبان با شیب زیاد قرار می‌گیرد و از ورود نور خورشید جلوگیری می‌نماید. بررسی عملکرد حرارتی نمای دوپوسته به شدت به شرایط اقلیمی وابسته است.

## مزایای نمای دو پوست
۱- کاهش اوج فشار باد
۲- بهبود بهره‌وری انرژی نما
۳- افزایش استفاده از حرارت خورشیدی در فصل زمستان
۴- کاهش تلفات حرارتی در زمستان
۵- کاهش کلی افزایش حرارت خورشیدی در فصل تابستان
۶- استفاده از تهویه طبیعی
۷- جلوگیری از ورود سر و صدا
۸- استفاده مفید از نور روز

## نحوهٔ عملکرد نما
در اقلیم سرد، افزایش انرژی خورشیدی درون دریچه‌ها،  درفضای مسکون شده می‌تواند چرخشی برای کمک به نیاز تهویه مکانیکی ایجاد کند.
درآب و هوای گرم، دریچه‌ها تخلیه‌کننده هستند. هوای گرم به بالا می‌روند و به بیرون تخلیه می‌شوند و هوای خنک پشت این به داخل کشیده می‌شود. این دریچه‌های خنک‌کننده فضا، نیاز به سردکننده هارا در محیط مسکون کاهش می‌دهد.
- ۱. پنجره‌های جعبه‌ای window box:

قدیمی‌ترین نوع نمای دو لایه هستند.
دارای یک بازشو به سمت داخل است.
پوسته خارجی دارای دریچه‌هایی هستند که امکان دخول هوای تازه و خروج هوای مصرف شده را می‌دهد و تهویه‌کنندهٔ فضای میانی و داخلی است.
بیشتر در ساختمان‌های بلند مورد استفاده قرار می‌گیرد
زمانی مورد استفاده قرار می‌گیرد که حریم خصوصی بین اتاق‌ها نیاز باشد.
فضای میانی به صورت افقی بر اساس اتاق به اتاق تقسیم‌بندی شده‌است و تقسیمات عمودی بین طبقات هستند
پنجره در داخل دارای لعاب دو جداره عایق است در حالی که در بیرون از یک لعاب محکم استفاده شده‌است. پنجره داخلی می‌تواند به‌طور کلی باز شود تا تهویه طبیعی انجام شود.
- ۲. محفظه‌های عمودی shaft-box facade:

این نماها نوع ویژه‌ای از پنجره‌های جعبه‌ای هستند که بر اساس ایده"نمای دوقلو" که اولین بار
توسط شرکت "آلکو" ساخته شده بود، شکل گرفته‌است. در این نماها پنجره‌های جعبه‌ای به صورت عمودی
به هم متصل می‌شوند و در راستای چند طبقه ادامه می‌یابند تا اثر دودکشی را ایجاد نمایند.
برای شدت بخشیدن به جریان هوای متحرک به سمت بالا می‌توان از مکنده مکانیکی نیز استفاده کرد.
دارای دو بخش پنجره جعبه‌ای و شافت عمودی هستند.
شافت‌ها (دالان) تا بالای طبقات ادامه پیدا می‌کنند.
شافت‌های عمودی به وسیلهٔ دریچه‌های فرعی در هر طبقه به پنجره جعبه‌ای متصل شده‌است.
هوای درون پنجره جعبه‌ای  به علت اثر دودکشی به داخل شافت عمودی کشیده می‌شوند و به بالا می‌روند.
- ۳. نماهای دالانی coriddor façade:

در نمای دالانی تقسیمات فضای میانی فقط به حالت افقی انجام می‌شود و در هر طبقه بسته شده‌است.
جداسازی‌های صورت گرفته در این طبقات به دلیل پیش‌بینی مسائل مرتبط با مباحث آکوستیک، ایمنی زمان آتش‌سوزی لحاظ شده‌است.
در مورد تهویه هوا باید در نظر داشت که به علت وجود اختلاف فشار شدید در گوشه نماها، اغتشاش در جریان هوا در این نواحی به وجود می‌آید که برای اجتناب از این مسئله بایستی از استقرار دریچه‌ها در گوشهٔ ساختمان خودداری کرد. ولی در بقیه دالان اختلاف فشار کمی وجود دارد که این مسئله به تهویه هوا کمک می‌کند.  همچنین برای کارایی بیشتر، بهتر است که درچه‌های ورود و خروج هوا به صورت شطرنجی نزدیک کف و سقف باشند.
در طول راهرو حائل‌هایی بین هر اتاق قرار می‌گیرد که از عبور صدا از اتاقی به اتاق دیگر جلوگیری کند.
- ۴. نماهای چند طبقه multistory façade:

در این نماها، فضای میانی بین دو جداره داخلی و خارجی به صورت افقی و عمودی بین چند اتاق متصل و یکی است. گاهی اوقات این فضا ممکن است در دور تا دور ساختمان بدون هیچ تقسیم‌کننده میانی چرخیده شود.
در فصل‌های سرد می‌توان بازشوهای بالا و پایین را بست که با استفاده از خاصیت گل خانه‌ای، باعث ایجاد گرما کرد.
این نماها معمولاً در جاهایی که سر و صدای محیط بالا است، کاربرد بیشتری دارند
از آنجایی که در جداره خارجی نما بازشویی ندارد، باید اتاق‌های پشت نما را به صورت مکانیکی تهویه کرد.
باید به مسئله سر و صدای عبوری از طریق فضای میانی توجه داشت.
در این مدل نما، دو حالت تهویه جدار خارجی و منطقه حائل بیشتری کاربرد دارند.

## بررسی عملکرد نمای دو پوسته به عنوان سیستم غیرفعال خورشیدی (اثر گلخانه‌ای)
نمای دوپوسته شامل عناصری مشابه عناصر تشکیل دهنده گلخانه‌ها است. با این تفاوت که حفره میانی آن قابل زیستن نیست.
وقتی نور خورشید به پوسته خارجی برخورد می‌کند، بخشی از آن منعکس یا جذب و قسمتی از آن نیز عبور داده می‌شود. اشعه‌های خورشید که از پوسته خارجی عبور می‌کنند توسط پوسته داخلی جذب شده و درجه حرارت آن را بالا می‌برند سپس در جهات مختلف ساطع می‌شود. پس از مدتی درجه حرارت جداره خارجی شیشه‌ای با جذب پرتوهای حفره میانی و همچنین جذب قسمتی از نور خورشید بالا می‌رود. حال بخشی از این پرتوهای جذب شده در هر دو سمت شیشه ساطع می‌شوند. بخشی از این تابش بدین طریق به دام می‌افتد که درجه حرارت هوای فضای داخلی را به علت رسانش انتقالی بین دیواره‌ها و هوای پوسته‌ها افزایش می‌دهد. اثر پارامترهای مختلف نمای دو پوسته بر روی اثر گلخانه‌ای در تحقیقات مختلفی مورد بحث و بررسی قرار گرفته‌است.
- ۱. میزان تابش خورشیدیاولین عنصری است که اثر گلخانه‌ای را تحت تأثیر قرار می‌دهد. اثر گلخانه‌ای به‌طور مستقیم با میزان پرتو خورشیدی متناسب است. در شرایطی که اسمان صاف است میزان جذب خورشیدی پوسته خارجی و دمای حفره میانی در فصول مختلف متفاوت است به‌طوری‌که در زمستان با وجود انکه مدت زمان تابش خورشیدی نسبت به باقی فصول کمتر است ولی زاویه تابش تقریباً عمود بر پوسته شیشه‌ای خارجی است. بنابراین میزان جذب انرژی خورشیدی بیشتر شده و درجه حرارت نمای دو پوسته تا۳۶ درجه سانتی گراد نسبت به دمای محیط افزایش می‌یابد. از طرف دیگر عبی رغم آنکه در تابستان مدت زمان تابش طولانی‌تر از سایر فصول است اما زاویه تابش خورشید کاملاً به صورت مایل به پوسته خارجی می‌تابد. در نتیجه میزان جذب خورشیدی به مقدار قابل توجهی کاهش می‌یابد به‌طوری‌که افزایش دمای حفره میانی نسبت به زمستان کمتر است. بیشترین افزایش دما در اعتدال پاییزی رخ می‌دهد و تا ۴۳ درجه سانتیگراد نسبت به دمای خارجی افزایش می‌یابد.
- ۲. جهت‌گیری و استفاده از تجهیزات سایه انداز داخلیدر بکارگیری سایه اندازها باید به نوع سایبان محل قرارگیری تجهیزات سایه اندازی و محل آن توجه شود. اگر سایه اندازها در مقابل نمای داخلی قرار گیرند و فضای بین دو لایه به‌طور مناسب تهیه نشود صرف نظر از اینکه پنجره داخلی باز یا بسته باشد دمای هوای مقابل پنجره به میزان قابل توجهی افزایش می‌یابد. در حالتی که همه تجهیزات سایه انداز بسته هستند افزایش قابل توجهی در درجه حرارت دیده می‌شود و اثر گلخانه‌ای افزایش می‌یابد زیرا بخش اضافی از اشعه‌های خورشید به وسیلهٔ این تجهیزات جذب شده و به فضای داخلی منتقل نمی‌شود. در بحث جهت‌گیری، ساختمان با نمای دو پوسته به سمت شمال بیشترین صرفه جویی انرژی و کمترین پرت حرارتی را در پی دارد. فضاها در جبهه جنوبی از نور مستقیم خورشید بهره می‌برند و واحدهای شمالی به وسیلهٔ نمای دوپوسته محافظت می‌شوند. اگر جهت نمای دو پوسته به سمت جنوب بوده و بازشوها به منظور تهویه طبیعی بسته باشند در غیاب سایه اندازها دمای هوا به ۵۲ درجه سانتیگراد می‌رسد و اثر گلخانه‌ای به میزان قابل توجهی افزایش می‌یابد. در تابستان نا مناسبترین جهت‌گیری به سمت شرق و غرب است که گرمای زیادی از صبح به وجود می اید و میزان مصرف انرژی جهت سرمایش ساختمان بالا می‌رود. در فصل پاییز در شرایطی که آسمان صاف است نامساعدترین جهت‌گیری به سمت جنوب، شرق و غرب است و مصرف انرژی برای سرمایش ساختمان بالاتر می‌رود. در نتیجه در فصل پاییز مخاطرات ناشی از گرمایش فوق‌العاده مهم است.
- ۳. نسبت بین دیوار مات و پنجره نمای داخلیاهمیت اثر گلخانه‌ای بستگی به طرفیت جذب پرتوهای خورشیدی سطوح دریافت‌کننده دارد، در واقع تابش‌های خورشیدی با طول موج کوتاه بعد از جذب توسط سطوح مات به پرتوهای با طول هوج بلند تبدیل می‌شوند این پرتوهای به دام افتاده در نمای دو پوسته سبب بروز پدیده گلخانه‌ای می‌شوند. اگر نسبت شیشه در نمای داخلی افزایش یابد بیشتر تابش‌های خورشیدی مستقیما به درون واحدها منتقل می‌شوند و توسط دیوارهای مات جذب نخواهندشد. بنابراین برای فرار از پدیده گلخانه‌ای افزایش شیشه در نمای خارجی می‌تواند به عنوان یک راهکار پیشنهاد شود.
- ۴. رنگ تجهیزات سایه انداز و سطوح داخلیتاثیر رنگ سایه اندازها در درجه حرارت حفره میانی تنها چند درجه است. هرچه شیشه به کار رفته در جداره خارجی بیشتر شود تأثیر رنگ سطوح در جذب انرژی و افزایش دمای داخلی به همان نسبت افزایش می‌یابد. در یک مقایسه تطبیقی بین نماهای دو پوسته در شرایط یکسان مشاهدات حاکی از آن است که دمای حفره میانی در نمای دو پوسته با سطوح داخلی تیره تر بالاتر از سطوح روشن است در نتیجه خاصیت دودکشی هم قابل توجه تر است ئ جریانات هوایی قوی تری را به وجود می‌آورد.
- ۵. عمق فضای میانی در نمای دو پوستهبه‌طور کلی عمق حفره میانی اهمیت کمی در میزان جذب انرژی خورشیدی دارد به‌طوری‌که یک فضای میانی با عرض ۰٫۳ متری ۵٫۸ درجه سانتیگراد گرم تر از یک فضای ۲٫۴ متری در همان شرایط است. باید توجه داشت که بیشترین تفاوت در نمای رو به جنوب و در فصل تابستان است.
- ۶. نوع شیشه نمای داخلیانواع شیشه دوجداره با قابلیت نشر پایین که در پوسته‌های داخلی قابل استفاده می‌باشند عبارتند از شیشه شفاف شیشه منعکس‌کننده و شیشه جذب‌کننده. شیشه شفاف ۶۲٪نوردریافتی را از خود عبور می‌دهد. در صورتی که شیشه منعکس‌کننده ۵۰٪ نور را بازتاب می‌کند. اشعه‌های بازتاب‌کننده طول موج کوتاهی دارند و وقتی به سیسه جداره نمای خارجی می‌رسند به سمت خارج منتقل می‌شوند. وقتی تابش‌ها با طول موج بلند به سمت نمای دو پوسته نشر می‌شوند بعد از جذب توسط شیشه نمای داخلی در نمای دو پوسته به دام می‌افتند. اگر پوسته داخلی به شیشه جذب‌کننده تجهیز شود، بیشتر اشعه‌های خورشید جذب آن می‌شوند. اشعه‌های خورشید با طول موج کوتاه پس از جذب به اشعه‌هایی با طول موج بلند تبدیل شده و پس از ورود به حفره میانی در نمای دو پوسته به دام می‌افتند. تفاوت رفتار شیشه‌های مختلف با اندازه‌گیری دمای پوسته داخلی در طی فصول قابل ارزیابی است. ارزیابی‌ها نشان می‌دهد که اختلاف دمای بین شیشهٔ شفاف و جذب‌کننده در مواقعی حتی به ۳۰ درجهٔ سانتی گراد هم می‌رسد.
- ۷. ابعاد بازشوها در نمای دو پوستهکاهش دما در نمای دو پوسته با ابعاد بازشوها ارتباط خطی ندارد، در واقع میزان سانتی‌مترهای اولیه باز بودن بازشوها بیشترین تأثیر را در کاهش دما دارد. در طی فصل زمستان بازشوهای نمای دو پوسته نباید بیشتر از ۵ سانتی‌متر باز باشند تا درجه حرارت هوای حفره میانی پایین‌تر از ۲۰ درجه نشود. این هوا می‌تواند بازیافت شده و به صورت بهداشتی در تهویه از آن استفاده شود. در طی فصل بهار هوای گرم نمای دو پوسته می‌تواند برای تهویه بهداشتی و همچنین گرمایش واحدهای سمت شمال استفاده شود. گرمایش مورد نیاز در واحدهای جنوبی ضروری نیست. در تابستان و پاییز بازشوهای نما باید گرمای اضافی را تخلیه کنند. در تابستان شکاف ۱۰ تا ۵۰ سانتیمتری بازشوها دمای نما را به میزان قابل توجهی کاهش می‌دهد. به‌طوری‌که مصرف انرژی برای سرمایش بنا ۸٫۱٪کاهش میابد.
- ۸. سرعت بادبا افزایش سرعت باد درجه حرارت پوسته خارجی نمای دو پوسته کاهش یافته و به دنبال آن درجه حرارت سطوح داخلی نیز کاهش میابد.